# Grado de inversión
El grado de inversión es una clasificación otorgada a un país sobre una evaluación concedida por las agencias calificadoras de riesgo crediticio como son Fitch Ratings, Standard & Poor's y Moody's, que dan diferentes grados calificadores a la deuda gubernamental, la libertad de prensa y la distribución de la renta y obtienen un promedio.

## Funcionamiento
Las agencias de crédito, también conocidas como agencias de "rating", dividen a los países del mundo en dos grandes grupos: los que poseen grado especulativo y los que poseen grado de inversión.
Dentro de cada uno de estos dos grandes grupos se presentan las "notas" atribuidas.
En el caso de las agencias Fitch y Standard & Poor's, la nota más baja posible es D, que la sitúan, obviamente, en el grupo especulativo. Después de eso, S&P, en orden ascendente, las notas son C-,C, C+, CC-, CC, CC+, CCC-, CCC, CCC+, B-, B, B+, BB-, BB y BB+. La nota más baja posible del grado de inversión es la nota BBB-, seguida de BBB, BBB+, A-, A, A+, AA-, AA, AA+. y del AAA.

## Países
Entre los países clasificados para las agencias en la categoría de Grado Especulativo se encuentran, por ejemplo (según Standard & Poor's):
Líbano (B), Ecuador (B), Argentina (B+), Bolivia (BB-), Paraguay (Ba1+), Jamaica (B-), Venezuela (c), Turquía (BB), Guatemala (BB), Costa Rica (BB), Rusia (CCC-).
En la categoría de Grado de Inversión se encuentran:
Turquía (BBB-), Uruguay (BBB+), Colombia (BBB-), India (BBB-), Rumanía (BBB-), Panamá (BBB), Perú (BBB+), Túnez (BBB), Croacia (BBB), México (BBB-), Brasil (BBB-), Italia (BBB+) Sudáfrica (BBB+), Tailandia (BBB+), Hungría (BBB+), Portugal (BB), España (A), Malasia (A-), Polonia (A-), Chile (AA-), China (AA-), Taiwán (AA-), Hong Kong (AA), Japón (AA), Bélgica (AA+), Estados Unidos (AA+), Francia (AA+), Austria (AA+) Canadá (AAA), Reino Unido (AAA), Australia (AAA), Suecia (AAA) y Dinamarca (AAA).